# Grön kungsfiskare
Grön kungsfiskare (Chloroceryle americana) är en fågel i familjen kungsfiskare inom ordningen praktfåglar. Den har en vid utbredning från sydligaste USA till norra Argentina.

## Utseende och läten
Grön kungsfiskare är en liten kungsfiskare med en kroppslängd på 18,5-20,5 cm. Ovansidan är oljigt mörkgrön med ett vitt halsband och vita fläckar på vingen. I flykten syns också övervägande vita yttre stjärtpennor. Hanen har rostfärgat bröst och grönprickiga flanker. Honan saknar rostrött och har istället ett eller två grönaktiga band. Bland lätena hörs svaga men vassa "tick tick tick..." och i flykten gnissliga "cheep".

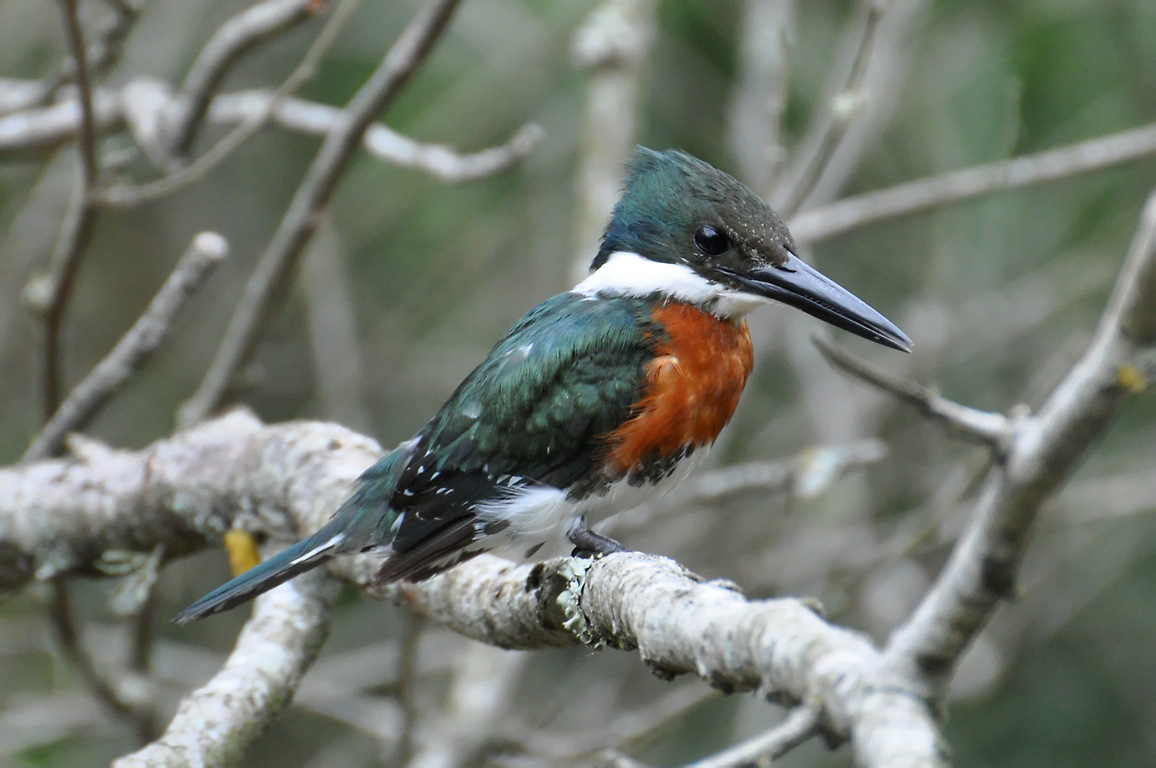
Hane.

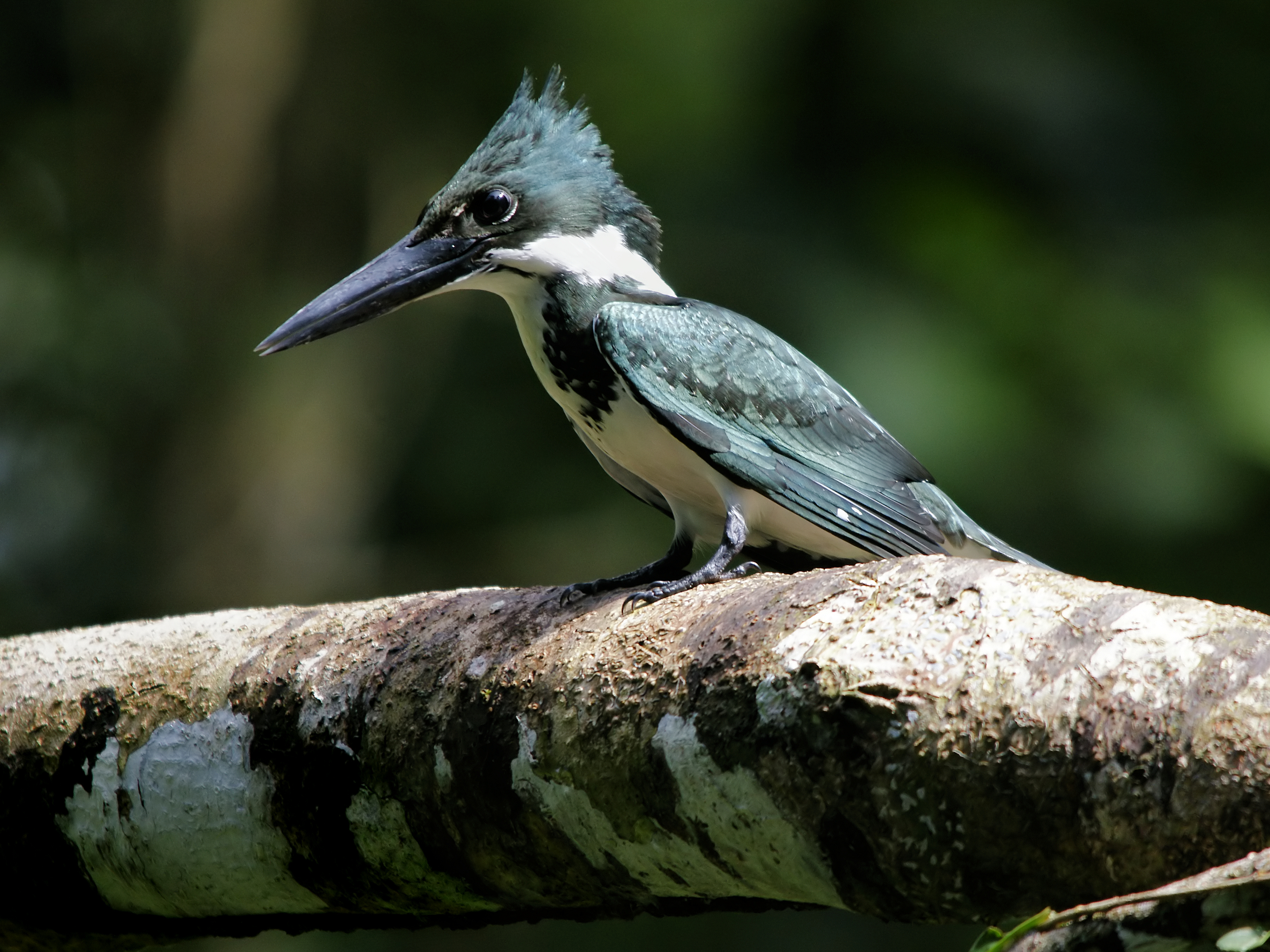
Hona.

Liknande amazonkungsfiskaren är betydligt större och har saknar i princip helt vitt på vingar och stjärt. Bronskungsfiskaren är ännu mindre, saknar det vita halsbandet och har helt roströd undersida.

## Utbredning och systematik
Grön kungsfiskare delas in i fem underarter med följande utbredning:
- Chloroceryle americana hachisukai – sydligaste Arizona till väst-centrala Texas och nordvästra Mexiko
- Chloroceryle americana septentrionalis – södra och centrala Texas till södra Colombia och västra Venezuela
- Chloroceryle americana americana – tropiska områden i Sydamerika (främst öster om Anderna), Trinidad, Tobago
- Chloroceryle americana cabanisii – västra Colombia och västra Ecuador, väster om Anderna till norra Chile
- Chloroceryle americana mathewsii – södra Brasilien och Bolivia till norra Argentina

Genetiska studier visar att den är systerart till rödgrön kungsfiskare (C. inda).

## Levnadssätt
Grön kungsfiskare hittas vid rinnande vattendrag, dammar och träsk. Den för en betydligt mer tillbakadragen tillvaro än kungsfiskarna i Megaceryle och kan vara svår att få syn på, ofta i den pilsnabba och låga flykten eller när den sitter på lågt hängande grenar. Födan består av småfisk (Characidae), kräftdjur, räkor (Palaemonidae, Penaeus aztecus) och insekter. Den lägger ägg i april i Texas, januari–maj i Mexiko, februari–april i Costa Rica och november–februari i Panama.

## Status och hot
Arten har ett stort utbredningsområde och en stor population, men tros minska i antal, dock inte tillräckligt kraftigt för att den ska betraktas som hotad. Internationella naturvårdsunionen IUCN listar därför arten som livskraftig (LC). Beståndet uppskattas till i storleksordningen 20 miljoner vuxna individer.